# Robert Igorovič Renny
Robert Igorovič Renny (rusko Роберт Егорович Ренни), ruski general škotskega rodu, * 1768, † 1832.
Bil je eden izmed pomembnejših generalov, ki so se borili med Napoleonovo invazijo na Rusijo; posledično je bil njegov portret dodan v Vojaško galerijo Zimskega dvorca.

## Življenje
Njegov oče škotskega rodu je bil veletrgovec v Rigi.
Leta 1776 je vstopil v rusko vojsko kot uradnik v štabu generala Lunina. 3. oktobra 1782 je postal zastavnik. Leta 1787 je bil izključen iz vojaške službe, ker se po dopustu ni javil nazaj (takrat je zbolel). Leta 1796 je ponovno vstopil v vojaško službo in sodeloval v bojih proti poljskim vstajnikom; za zasluge je bil povišan v stotnika. Istega leta je bil premeščen v oskrbovalno službo. Leta 1799 je sodeloval v angleško-ruski invaziji na Nizozemsko. V letih 1810-11 je bil dodeljen kot obveščevalni častnik ruskemu veleposlaništvu v Berlinu. 
2. decembra 1812 je bil povišan v generalmajorja. Konec leta 1814 je postal načelnik štaba 4. pehotnega korpusa.